# Banque Cler
La Banque Cler est une banque suisse fondée en 1927.

## Historique

Logo de la Banque Coop.

La Banque Cler a été fondée le 30 octobre 1927 par l'Union suisse des coopératives (aujourd'hui Coop) et l'Union syndicale suisse sous le nom de "Banque Centrale Coopérative".
En 1970, l'Assemblée des délégués des coopératives décidait de la transformation en une société anonyme. En 1995, le changement de nom en Banque Coop avait lieu.
Le 20 décembre 1999, la Banque cantonale de Bâle reprenait la participation majoritaire dans la Banque Coop.
Le 20 mai 2017, la banque change de nom et devient la Banque Cler.

## Chiffres Clés
En 2015, la Banque Cler a enregistré un bénéfice de 44,6 millions de francs.

## Controverse
En octobre 2014, la Banque Cler est épinglée pour manipulation du cours de ses actions entre 2009 et 2013. L'ancien patron, Andreas Waespi, reçoit une interdiction d'exercer durant 3 ans,,,.